# María Durán
María Durán (n. Madrid; 5 de febrero de 1946), cantante y presentadora de Televisión Española.

## Biografía
Hija del actor de cine Rafael Durán. En 1968 se la relacionó con el realizador de televisión Enrique Martí Maqueda. En 1976 fue seleccionada para ser una de las azafatas de la segunda etapa del concurso Un, dos, tres... responda otra vez, junto a Victoria Abril, Beatriz Escudero, María Casal, Marián Flores, Raquel Torrent y Meggy Schmidt, bajo la presentación de Kiko Ledgard. 
Permanecería en el concurso hasta principios de 1977, cuando formó el grupo musical Trío Acuario, junto a otra de las azafatas del programa, Beatriz Escudero y la entonces actriz del mismo concurso Mayra Gómez Kemp. El mayor éxito del Trío fue el tema melódico Rema, rema marinero. Tras la disolución del conjunto, ya en los años 80, se retiró de la vida artística.
En 2005 se la relacionó sentimentalmente con el actor Carlos Larrañaga. Sus por el momento últimas apariciones ante las cámaras se produjeron el 5 de julio y el 5 de agosto de 2011, respectivamente, en el programa de Antena 3 Espejo público y en el de Telecinco Sálvame Deluxe, en el que hizo saber su penosa situación económica, al borde del desahucio. En el segundo espacio mencionado, la periodista Mila Ximénez la acusó de haber mantenido relaciones sexuales con quien era su marido, el tenista Manolo Santana a principios de los años 1980.